# Shūgiin-Wahl 1990
- KPJ: 16
- SPJ: 136
- DSP: 14
- VSDP: 4
- Kōmeitō: 45
- Sonst.: 1
- Unabh.: 21
- LDP: 275

Die Shūgiin-Wahl 1990 war die 39. Wahl zum Shūgiin, dem japanischen Unterhaus, und fand am 18. Februar 1990 statt.
Die ein Jahr amtierende LDP-Regierung von Premierminister Toshiki Kaifu befand sich wegen verschiedener Skandale und der 1986 eingeführten Umsatzsteuer von 3 % in einem Umfragetief. Sein Kabinett erhielt in Umfragen Zustimmungsraten von unter 40 Prozent. Die größte Oppositionspartei, die SPJ, hatte unter der populären Vorsitzenden Takako Doi bei der Sangiin-Wahl im Vorjahr mehr Sitze gewonnen als die LDP. Premierminister Kaifu stellte seinen Rücktritt für den Fall in Aussicht, dass die LDP die absolute Mehrheit im Shūgiin verlieren sollte.
Hauptwahlkampfthemen neben der umstrittenen Umsatzsteuer waren der Recruit-Skandal und die Sex-Skandale, die zu den Rücktritten der Premierminister Takeshita und Uno geführt hatten, sowie die Sicherheitsbeziehungen zu den Vereinigten Staaten – die Revision des Sicherheitsvertrages war eine langgehegte Forderung der linken Parteien.
Erstmals seit 30 Jahren fand auch eine live übertragene Fernsehdebatte statt, an der neben Kaifu und Doi auch die Spitzenkandidaten von Kōmeitō, DSP und KPJ teilnahmen.
Die Wahlbeteiligung betrug 73,31 %.
| Partei/Faktion      | Partei/Faktion                           | Stimmen    | Sitze | Änderung         | Änderung                         |
| ------------------- | ---------------------------------------- | ---------- | ----- | ---------------- | -------------------------------- |
| Partei/Faktion      | Partei/Faktion                           | Stimmen    | Sitze | zur letzten Wahl | zur Zusammensetzung vor der Wahl |
|                     | Liberaldemokratische Partei (LDP)        | 30.315.417 | 275   | −25              |                                  |
| Takeshita-Faktion   | Takeshita-Faktion                        |            | 69    |                  |                                  |
| Miyazawa-Faktion    | Miyazawa-Faktion                         |            | 62    |                  |                                  |
| Abe-Faktion         | Abe-Faktion                              |            | 61    |                  |                                  |
| Ex-Nakasone-Faktion | Ex-Nakasone-Faktion                      |            | 48    |                  |                                  |
| Kōmoto-Faktion      | Kōmoto-Faktion                           |            | 26    |                  |                                  |
| Nikaidō-Gruppe      | Nikaidō-Gruppe                           |            | 4     |                  |                                  |
| ohne Faktion        | ohne Faktion                             |            | 20    |                  |                                  |
|                     | Oppositionsparteien                      | 30.581.370 | 216   |                  |                                  |
|                     | Sozialistische Partei Japans (SPJ)       | 16.025.473 | 136   | +51              |                                  |
|                     | Kōmeitō                                  | 5.242.675  | 45    | −11              |                                  |
|                     | Kommunistische Partei Japans (KPJ)       | 5.226.987  | 16    | −10              |                                  |
|                     | Demokratisch-Sozialistische Partei (DSP) | 3.178.949  | 14    | −12              |                                  |
|                     | Sozialdemokratischer Bund                | 566.957    | 4     | ±0               |                                  |
|                     | Fortschrittspartei (進歩党, Shimpotō)    | 281.793    | 1     | (+1)             |                                  |
|                     | Sonstige                                 | 58.536     | 0     | (−6)             |                                  |
|                     | Unabhängige                              | 4.807.524  | 21    | +12              |                                  |
| Summe               | Summe                                    | 65.704.311 | 512   | ±0               | +17 (Vakanzen)                   |

500 der gewählten Abgeordneten waren Männer.

## Auswirkungen
Die LDP musste bei hoher Wahlbeteiligung zwar deutliche Verluste hinnehmen, konnte aber die absolute Mehrheit behaupten und erneut eine Regierung bilden. LDP-Generalsekretär Ichirō Ozawa sagte nach der Wahl, die Opposition habe es versäumt, den Wählern eine klare Alternative zur LDP anzubieten, und sprach von einer „stabilen Mehrheit“. Damit wollte er insbesondere die innerparteilichen Gegner beschwichtigen. Beim Streit um die Neubesetzung von Kabinettsposten nach der Wahl trat die schwache Position Kaifus unter den Faktionen erneut zu Tage: Während Kaifu daran festhalten wollte, Politiker, die in den Recruit-Skandal involviert waren, nicht wieder zu Ministern zu machen, drängten die Führer der drei größten Faktionen, Noboru Takeshita, Shintarō Abe und Michio Watanabe darauf, erfahrene Vertreter ihrer Faktionen zu Ministern zu nominieren. Kaifu konnte sich zwar durchsetzen, konnte aber 1991 dem Druck der Faktionsvorsitzenden nicht mehr standhalten und trat zurück.
Die SPJ erzielte das beste Ergebnis seit 1967, ihre deutlichen Gewinne gingen aber zu einem erheblichen Teil zu Lasten der kleineren Oppositionsparteien und wurden hauptsächlich der Popularität von Takako Doi zugeschrieben. Der DSP-Vorsitzende Nagasue Eiichi übernahm die Verantwortung für die hohen Verluste seiner Partei, die schon bei der Sangiin-Wahl im Vorjahr schlecht abgeschnitten hatte, und trat zurück.
Die 25 Kandidaten der kurz vor der Wahl gegründeten Shinritō von Ōmu-Shinrikyō-Gründer Shōkō Asahara erhielten zusammen lediglich einige Tausend Stimmen.